# Are You Listening?
Are You Listening? es el primer álbum en solitario de Dolores O'Riordan, artista reconocida por haber sido la vocalista de la banda irlandesa de rock The Cranberries desde 1990 hasta 2018, año en que falleció.
Todas las canciones fueron compuestas por Dolores O'Riordan y el disco fue producido por O'Riordan y Dan Brodbeck. El álbum salió a la venta el 7 de mayo de 2007 en el Reino Unido y el resto de Europa, el 15 de mayo en Estados Unidos y el 21 de mayo en Japón y Australia. El primer sencillo fue «Ordinary Day», cuyo videoclip se rodó en Praga, al que le siguió «When We Were Young». Según Dolores O'Riordan reconoce, este disco no encajaría dentro de la discografía de The Cranberries por ser un disco muy "oscuro" y "personal". También ha dicho que en cuanto a sonido musical este disco tiene ciertas influencias del género "post-grunge", lo que se nota en canciones como «When We Were Young», «Loser» y «October», al igual que también posee un sonido más alternativo. 
Hasta enero de 2008 el álbum había vendido cerca de 350.000 copias alrededor del mundo.

## Lista de canciones
Todas las canciones escritas y compuestas por Dolores O'Riordan
| N.º   | Título               | Duración |  |
| 1.    | «Ordinary Day»       | 4:05     |  |
| 2.    | «When We Were Young» | 3:24     |  |
| 3.    | «In the Garden»      | 4:28     |  |
| 4.    | «Human Spirit»       | 4:01     |  |
| 5.    | «Loser»              | 2:58     |  |
| 6.    | «Stay With Me»       | 4:02     |  |
| 7.    | «Apple of My Eye»    | 4:44     |  |
| 8.    | «Black Widow»        | 4:56     |  |
| 9.    | «October»            | 4:38     |  |
| 10.   | «Accept Things»      | 4:11     |  |
| 11.   | «Angel Fire»         | 5:02     |  |
| 12.   | «Ecstasy»            | 5:13     |  |
| 51:42 |                      |          |  |

Bonus Track Digital:
1. "Willow Pattern"
2. "Forever (sólo en pre-orden)"

Bonus Track Japan:
1. "Letting Go"
2. "Forever "
3. "Sisterly Love"

### B-Sides
1. "Letting Go"
2. "Forever "
3. "Sisterly Love"
4. "Without You"
5. "Willow Pattern"
6. "Ordinary Day (Morgan Page Remix)"
7. "Watching The Stars (canción no lanzada comercialmente)"
8. "Croatia (canción no lanzada comercialmente. Sólo fue grabada en un Demo junto con la canción Black Widow en 2003)"

## Miembros de la banda
- Dolores O'Riordan – voces
- Steve DeMarchi – guitarra, coros
- Denny DeMarchi – teclado, guitarra, flauta, instrumentos de viento, coros
- Marco Mendoza – bajo, coros
- Graham Hopkins – batería, percusión, coros

## Rendimiento
| Chart (2007)                   | Posición peak |
| ------------------------------ | ------------- |
| Italian Album Chart            | 2             |
| Greek Album Chart              | 6             |
| Swiss Album Chart              | 10            |
| French Album Chart             | 11            |
| European Top 100 Albums        | 11            |
| Irish Album Chart              | 15            |
| Polish Album Chart             | 18            |
| Belgian Album Chart (Wallonia) | 21            |
| Spanish Album Chart            | 26            |
| UK Album Chart                 | 28            |
| Canadian Album Chart           | 35            |
| Belgian Album Chart (Flandes)  | 38            |
| Swedish Album Chart            | 40            |
| Australian Album Chart         | 58            |
| Mexican Album Chart            | 60            |
| U.S. Billboard 200 Album Chart | 77            |
| Dutch Album Chart              | 82            |

- Datos: Q1953799